# گیلگنبرگ ام وایلهارت
گیلگنبرگ ام وایلهارت (به آلمانی: Gilgenberg am Weilhart) یک منطقهٔ مسکونی در اتریش است که در برونو آم این واقع شده‌است. گیلگنبرگ ام وایلهارت ۲۶٫۶۱ کیلومتر مربع مساحت دارد ۴۶۶ متر بالاتر از سطح دریا واقع شده‌است.